# Bastian de Nordeflycht Echiburu
Bastian de Nordeflycht Echiburu (Santiago, Chile 9 de febrero de 1990) es un nadador chileno perteneciente al club Stadio Italiano, que además fue seleccionado desde el año 2003 hasta el año 2009. Se destaca por tener una excelente técnica sobre todo en el estilo braza (su especialidad son los 200 metros braza). En el año 2008 consiguió la medalla de plata en el Campeonato Sudamericano de Natación realizado en Sao Paulo, Brasil 2008 siendo aun juvenil y rompiendo el récord nacional juvenil B en Chile con 2.24.45 siendo un nadador de gran proyección a nivel profesional.

## Campeonato Sudamericano Adulto Sao Paulo 2008 Brasil
- 2º Lugar: medalla de plata 200 m pecho.

- 7º lugar 100 m pecho.

(Récord nacional absoluto: 1’.06”.51/100)
2.- Campeonato Sudamericano Juvenil Venezuela 2007:
- 2º  Lugar: medalla de plata 200 m pecho. (Récord nacional juvenil B 200 m pecho: 2’.27”.94/100)

3.- Campeonato Sudamericano Juvenil Chile 2005:
- 2º Lugar: medalla de plata

(Récord nacional juvenil A 200 m pecho: 2’.35”.00)
- 5º lugar en 100 m pecho juvenil A.

## Juegos Panamericanos Río de Janeiro 2007
- Récord nacional juvenil B 100 m pecho: 1’.07”.31 (lugar 17º)

- Récord nacional juvenil B 200 m pecho: 2’.26”.12  (semifinal 14º)

Juegos del alba:
2007 Venezuela:
- 100 m pecho: 1.08.32 (lugar 5°)
- 200 m pecho: 2.29.09 ( lugar 3°)

2009 Cuba:
- 100 m pecho: 1.09.90 ( lugar 8°)

Campeonato Mundial de Natación Juvenil México 2008:
- 100 m Pecho: 1.06.61 (lugar 26°)
- 200 m Pecho : 2.27.11 (lugar 21°)

## Copa Latina de natación San Marino 2008
- 100 m Pecho: 1.07.24 (lugar 9°)
- 200 m pecho:  2.31.67 (lugar 8°)

## Copa Pacífico
1.- Lima - Perú 2003:
- 4º lugar 100 m pecho: 1’.19”.01

2.- Lima – Perú 2008:
- 3° lugar 100 m pecho : 1.08.11

## Copa Austral
1.-Maldonado - Uruguay 2004
- 2º lugar 100 m pecho juvenil A 1’.13”.99

2.- Buenos Aires - Argentina 2006:
- 3º lugar 100 m pecho juvenil B: 1’.10”.81

## Juegos Binacionales
1.- San Juan - Argentina 2005:
- 1° lugar 100 m pecho: 1.10.90 (piscina 25 m)

2.- Valparaíso - Chile 2006:
- 3° lugar 100 m pecho: 1.13.56

- 3° lugar 50 m pecho: 33.01